# Matyáš Kopecký
Matyáš Kopecky, né le 19 janvier 2003 à Rotterdam, est un coureur cycliste tchèque. Il est membre de l'équipe Novo Nordisk.

## Biographie
Matyáš Kopecky naît aux Pays-Bas d'un père tchèque, professeur d’université à l’université de Leiden[réf. nécessaire], et d'une mère néerlandaise. Il commence le cyclisme à l'âge de huit ans. Son grand frère Tomáš et sa sœur Julia sont également coureurs cyclistes,. 
À quinze ans, on lui décèle un diabète de type 1. Malgré ce diagnostic, il ne se décourage pas et poursuit la compétition, tout en apprenant à gérer sa maladie. Dans les catégories de jeunes, il se fait d'abord remarquer par de bons résultats en cyclo-cross,. 
En 2021, il se consacre davantage au cyclisme sur route. Durant cette saison, il se distingue en devenant champion de République tchèque chez les juniors (moins de 19 ans). Il termine également onzième du Tour du Valromey, treizième d'Aubel-Thimister-Stavelot et seizième de la Course de la Paix juniors. Au mois de septembre, il représente son pays lors des championnats d'Europe. Peu de temps après, il est aligné au départ des championnats du monde. Meilleur élément tchèque, il se classe dix-huitième de la course en ligne et trente-deuxième du contre-la-montre dans sa catégorie. 
Il rejoint finalement l'équipe Novo Nordisk en 2022, qui est réservée aux coureurs diabétiques de type 1,. Pour ses débuts professionnels, il obtient de bons résultats en finissant deuxième du prologue du Tour de Bulgarie, troisième d'une étape du Tour international de Rhodes et septième du prologue du Sibiu Cycling Tour. L'année suivante, il termine huitième d'une étape du Tour de Hongrie, dixième d'À travers le Hageland ou encore douzième du Grand Prix de l'Escaut.

## Palmarès sur route

### Par année
- 2022
  -  Champion de République tchèque sur route juniors
  - 2e du championnat de République tchèque du contre-la-montre juniors
- 2023
  - 5e du championnat d'Europe sur route espoirs
- 2024
  - 10e du championnat d'Europe sur route espoirs
- 2025
  - 2e du championnat de République tchèque sur route
  - 3e du Kreiz Breizh Elites

### Classements mondiaux
| Année                                 | 2022  | 2023 | 2024 |
| ------------------------------------- | ----- | ---- | ---- |
| Classement mondial                    | 2475e | 567e | 381e |
| UCI Europe Tour                       | 1513e | nc   | nc   |
|                                       |       |      |      |
| Légende : nc = non classéSource : UCI |       |      |      |

## Palmarès en cyclo-cross
- 2020-2021
  - 6e de la Coupe du monde de cyclo-cross juniors
- 2022-2023
  - 2e du championnat de République tchèque de cyclo-cross